# 이승응
완평군 이승응(完平君 李昇應, 1836년 7월 21일 ~ 1909년 10월 3일)은 조선 후기의 왕족 및 문신, 대한제국 황족으로, 장조의 서5남이었던 은전군 이찬(恩全君 李禶)의 양손자이다. 경기도 안산에서 출생하였고 한성부에서 성장한 그의 본관은 전주 이씨(全州 李氏), 휘는 승응(昇應), 초명은 병(昺), 자는 신덕(愼德), 시호는 효헌(孝憲)이다.
경평군 이세보가 당시 국정을 비판했다가 파양, 유배당한 뒤 1860년(철종 11) 11월 그가 풍계군의 양자로 지목되어 입양, 바로 완평도정(完平都正)에 봉작되고 이듬해 1월 8일 군으로 진봉되었다. 이후 판의금부사 도총관 등을 지냈고, 1875년에는 진하사 겸 사은사로 청나라에 다녀왔다.
그의 묘소는 실전되었다가 2013년 안산향토사연구소에 의해 발견되었다.

## 생애

### 초기 활동
장조(사도장헌세자)의 서자(庶子)이자 다섯째아들인 은전군 이찬(恩全君 李禶)의 양 손자이며, 양 아버지는 풍계군 이당(豊溪君 李瑭)이고, 생부는 선조의 9남 경창군 이주의 8대손이자 하계군 이거(夏溪君 李椐)의 6대손으로 음서 참판을 지내고 증 의정부영의정에 추증된 이도식(李道植)이며, 생모는 여흥이씨(驪興李氏)로 이치한(李治漢)의 딸이다.
1836년(헌종 2) 이도식(李道植)의 아들로 출생하였고 1860년(철종 11) 11월 경평군 이세보가 파양, 유배되면서 풍계군 이당(豊溪君 李瑭)의 양자로 지명, 낙점되어 완평도정(完平都正)에 봉해졌다. 1861년 1월 8일 완평군(完平君)으로 진봉되고 소의대부가 되었다. 2월 22일 선원보략찬수감인교관(璿源譜略纂修監印校正官), 3월 4일 오위도총부 부총관(副摠管), 9월 5일 다시 오위도총부 부총관, 12월 23일 승헌대부, 1862년(철종 13) 1월 12일 숭헌대부, 3월 14일 가덕대부, 5월 2일 사옹원 제조, 12월 5일 인의 인헌관 등을 지냈다. 1863년(고종 즉위년) 12월 8일 종척집사(宗戚執事)에 임명되고, 수릉관(守陵官)에 제수되었다.
고종 즉위 초 연간에 음직으로 참판을 지냈다.

### 관료 생활
1866년(고종 3) 5월 9일 판의금(判義禁), 이해 6월 7일 오위도총부 도총관(都摠管), 이해 9월 판종정경(判宗正卿), 지종정경(知宗正卿)을 거쳐 이해 12월 21일 다시 도총관(都摠管)에 제수되고, 1867년(고종 4) 1월 11일 지종경(知宗卿)으로 용성부대부인(龍城府大夫人) 묘소(墓所)에 봉심하였다. 이해 2월 15일 사옹제조(司甕提調), 이해 8월 11일 도총관(都摠管)이 되었다.
1868년(고종 5) 흥선대원군의 항렬자 통일 명령에 의해 3월 6일 명자(名字)를 병(昺)에서 승응(昇應)으로 개명하였고, 이해 7월 5일 종묘·영녕전 추향대제(宗廟·永寧殿 秋享大祭) 때 인의인헌관(引儀引獻官)으로 봉무하였다.
1869년(고종 6) 판의금부사(判義禁府事)가 되었고, 1872년(고종 9) 12월 25일 옥보 전문 서사관을 거쳐 1874년(고종 11) 2월 14일 왕대비에게 축하하는 전문(箋文)과 표리(表裏)를 올리고, 백관가(百官加)를 친수(親授)하였다. 이해 5월 6일 청나라에 파련되는 진하정사(陳賀正使)로 베이징에 다녀왔다.
1875년(고종 12) 2월 23일에도 청나라에 파견되는 진하 겸 사은정사(陳賀兼謝恩正使)로 베이징을 다녀왔다. 1896년 1월 24일 판의금부사(判義禁府事) 김세균(金世均)을 대신하여 판의금부사(判義禁府事)가 되었다. 1878년 수릉관(守陵官)이 되었고, 1882년 6월 11일 종척 집사(宗戚執事)가 되고, 수릉관(守陵官), 재궁상자서사관(梓宮上字書寫官)에 제수되었다.
1890년 4월 17일 종척 집사(宗戚執事)가 되고, 1892년 9월 24일 경복궁 근정전(勤政殿)에서 외진찬(外進饌)을 행할 때 여덟 번째 잔을 올렸다. 그 다음날 9월 25일 강녕전(康寧殿)에 나아가 내진찬(內進饌)을 행할 때 종친의 반수로 여섯 번째 잔을 올렸다. 1893년 9월 13일 진찬(進饌) 때에 술잔을 올릴 재신(宰臣)으로 낙점을 되고, 계조당(繼照堂) 진찬(進饌) 때에도 낙점되었다. 이해 10월 5일 근정전(勤政殿)에서 외진찬(外進饌)에 행할 때 여덟 번째 잔을 올렸다. 이해 11월 8일 판의금부사(判義禁府事)가 되었다.
동학농민운동이 일어난 1894년(고종 31) 7월 21일 판돈녕부사(判敦寧府事)에 임명되었고, 1895년 10월 15일 종척 집사(宗戚執事)가 되었다.

### 대한제국기 활동
1896년(고종 33, 대한 건양 1) 1월 16일 혼전(魂殿)의 향관(享官)이 되고, 이해 8월 30일 궁내부 특진관(宮內府特進官)에 임용되고, 칙임관(勅任官) 1등에 서임(敍任)되고, 산릉 수릉관(山陵守陵官)으로 삼았다.
1898년(광무 2) 10월 5일 홍릉제조(洪陵提調)에 임용하고, 칙임관 1등에 서임하였다. 이해 11월 28일에 영릉헌관(英陵獻官)으로 봉무하였다. 1899년(광무 3) 8월 25일 추숭도감(追崇都監)과 추상존호도감(追上尊號都監) 서사관에 임명되었고, 이해 12월 13일 신정왕후(神貞王后)의 금보전문서사관(金寶篆文書寫官)에 임명되었고, 이해 12월 26일 황제의 옥보전문 서사관에 임명되었다.
1900년(광무 4) 7월 23일 목릉(穆陵)에 작헌례(酌獻禮)를 섭행(攝行)하였고, 이해 8월 4일 헌릉(獻陵)에 작헌례(酌獻禮)를 섭행(攝行)하였다.
1901년(광무 5) 1월 21일 판돈녕원사(判敦寧院事)에 임용하고 칙임관 1등에 서임하였다. 이해 1월 26일 홍릉제조(洪陵提調)에 임용하고 칙임관(勅任官) 1등에 서임(敍任)하였다. 이해 9월 8일 중화전(中和殿)에서 외진연(外進宴) 행할 때 다섯 번째 술잔을 올렸다. 이해 9월 9일 함녕전(咸寧殿)에서 내진연(內進宴)을 행할 때 종친의 반수로 일곱 번째 술잔을 올렸다. 이해 9월 11일 내진연 때에 술잔올린 것에 포상으로 내하 대표피(內下大豹皮) 1영(令)을 사급(賜給)하였다. 이해 10월 4일 책비시정사(冊妃時正使)로 임명되었고, 이해 12월 26일 명헌태후 옥보 전문 서사관에 임명되었다.

### 생애 후반
1902년 5월 30일 함녕전(咸寧殿)에서 외진연(外進宴) 행할 때 다섯 번째 술잔을 올렸다. 이해 5월 31일 함녕전(咸寧殿)에서 내진연(內進宴) 행할 때 종친의 반수(班首)로 여덟 번째 잔을 올렸다. 이해 12월 3일 중화전(中和殿)에서 외진연을 행할 때 다섯 번째 잔을 올렸고, 이해 12월 7일 관명전(觀明殿)에서 내진연 행할 때 종친의 반수(班首)의 반수로 일곱 번째 잔을 올렸다.
1903년(광무 7) 책황귀비시정사(冊皇貴妃時正使)에 임명되었고, 1904년(광무 8) 1월 3일 하현궁 명정 서사관(下玄宮銘旌書寫官)에 임명되었고, 이해 1월 18일 재궁(梓宮)위의 상자 서사관(上字書寫官), 이해 9월 16일 대한제국의 최고 훈장인 금척장(金尺章)을 받았고, 이해 10월 5일 황실제도정리국총재(皇室制度整理局總裁)를 겸임시켰다. 이해 11월 5일 종척 집사(宗戚執事)로 임명되었고, 11월 8일 종정원경(宗正院卿)을 겸임시켰다.
1907년(융희 1) 민비를 명성황후로 추봉(追封) 할 때의 정사(正使)로 임명되었고, 이해 9월 27일 완화군 선을 완왕(完王)을 추봉할 때의 정사(正使)로 임명되었고, 이해 10월 1일 완화군을 완왕으로 추봉(追封)하고, 치제(致祭)를 주관하였다.
1909년(융희 3) 10월 3일 향년 74세로 별세하였다.

### 사망 직후
1909년(융희 3) 10월 3일 이날 순종이 조령(詔令)을 내리기를, “이 의친(懿親)은 황실의 존귀한 친족으로서 순후한 몸가짐과 나라를 생각하는 정성으로 인해 짐이 의뢰했던 사람이다. 뜻밖의 병으로 갑자기 세상을 떠났으니, 전날을 생각하면 더욱더 슬픈 생각이 든다. 졸한 완평군 이승응의 상(喪)에 동원(東園)의 부기(副器) 1부(部)를 실어 보내주고 장사에 소용되는 물품을 궁내부(宮內府)로 하여금 넉넉하게 보내주도록 하며, 성복(成服)하는 날에는 시종(侍從)을 보내어 치제(致祭)하고, 제문(祭文)은 직접 지어 내리겠다. 시호(諡號)를 주는 은전은 시장(諡狀)이 올라오기를 기다리지 말고 성복 전에 시호를 의정(議定)하라.”하였다. 이어서 시종을 시켜 그의 아들을 돌봐주게 하였다.

### 사후
시신은 그의 양아버지 풍계군의 묘가 있는 경기도 안산군 군내면 동곡리 동막동 근처인 안산군 군내면 장상리(현, 경기도 안산시 상록구 장상동) 산 67번지에 매장되었으며, 후일 그의 후손들의 묘역이 조성되었다. 한편 근처 군내면 동곡리 동막동에 있던 양아버지 풍계군의 묘는 후대에 다시 그의 양조부 은전군 내외의 묘소가 있는 과천군 북면 당정리(현, 군포시 당정동)으로 이장되었다.
1909년 10월 5일 태황제(太皇帝)가 조령(詔令)을 내리기를, “졸(卒)한 완평군(完平君) 이승응의 상(喪)에 승녕부(承寧府) 시종(侍從)을 보내어 치제(致祭)하고, 제문(祭文)은 직접 지어 내리겠다. 장사에 소용되는 물품은 되도록 넉넉하게 실어 보내도록 하라.”하였다. 이날 慈惠愛親曰孝, 行善可紀曰憲이라 하여 효헌(孝憲)에 시호를 추증(追贈)하였다. 바로 증직으로 대광보국숭록대부 의정부 의정대신 영종정경부사에 추증되었다.
1910년(융희 4) 3월 16일 순종이 완평군(完平君) 이승응(李昇應)의 면례(緬禮) 때에 예관(禮官)을 보내어 치제(致祭)하고 제문(祭文)은 친히 지어서 내리겠다고 명하였고, 고종태황제(高宗太皇帝)도 완평군(完平君) 이승응(李昇應)의 면례(緬禮) 때에 시종관(侍從官)을 보내어 치제(致祭)하고 제문(祭文)은 친히 지어서 내리겠다고 명하였다.
묘소는 경기도 안산시 상록구 장상동 산 67번지에 있다. 그의 묘소 위치는 나중에 실전되었다가 2013년 이후 안산시의 안산향토사연구소의 비지정문화재 조사 과정 중 발견되었다.

## 가족 관계
- 아버지(양부): 풍계군 이당(豊溪君 李瑭, 1783년- 1826년)
- 어머니(양모): 광산군부인 김씨
- 어머니(양 서모): 전주이씨
  - 이복 서형(법적 8촌 삼종형): 익평군 이희(益平君 李曦, 1824년 - 1863년), 법적 재종숙(法的 再從淑) 상계군 이담(常溪君 李湛)에게 출계.
- 아버지(생부): 이도식(李道植), 선조의 9남 경창군의 8대손이자 하계군 이거(夏溪君 李椐)[2]의 6대손.
- 어머니(생모): 여흥이씨(驪興李氏), 이치한(李治漢)의 딸
  - 친동생: 이낙응(李洛應)
- 부인: 진주류씨(1832년 9월 27일 ~ ?), 동돈녕부사 류원기(柳遠綺)의 딸
  - 장남: 인양군 이재근(仁陽君 李載覲, 1857년 9월 21일 - 1896년 12월 6일)
  - 며느리 : 연일정씨(1859년 11월 3일 ~ 1890년 10월 13일, 정해년(鄭海年)의 딸
  - 며느리 : 해주오씨(1872년 5월 7일 ~ ?)
  - 첩며느리 : 이름 미상, 장남 인양군 재근의 첩
    - 서손자 : 이헌용(李憲鎔, 1886년 8월 12일 ~ ?, 음서로 참봉 역임)

  - 2남: 이재현(李載現, 1870년 - ?년), 본가(本家) 숙부(淑父) 종정원경(宗正院卿) 이낙응(李洛應)에게 출계.
  - 3남: 의양군 이재각(義陽君 李載覺. 1874년 2월 18일 - 1935년)
  - 며느리 : 정부인 유씨(貞夫人 柳氏, 1871년 9월 29일 - ?), 도사 유덕수의 딸
  - 며느리 : 이름 미상
    - 손자 : 이덕용(李德鎔, 1923년 - 1952년)

  - 딸: 풍천임씨 임헌재(任軒宰)에게 출가
- 소실 : 이름 미상
  - 서자: 예양정 이재규(禮陽正 李載規, 1877년 4월 8일 - ?년)
  - 서자부 : 광산김씨, 목사 김유현(金有鉉)의 딸

## 같이 보기
- 풍계군
- 은전군
- 예양정
- 이헌용